# Tympanogaster protecta
Tympanogaster protecta är en skalbaggsart som beskrevs av Perkins 2006. Tympanogaster protecta ingår i släktet Tympanogaster och familjen vattenbrynsbaggar. Inga underarter finns listade i Catalogue of Life.